# Squadra svizzera di Coppa Davis
La squadra svizzera di Coppa Davis rappresenta la Svizzera nella Coppa Davis, ed è posta sotto l'egida della Swiss Tennis.
La squadra partecipa alla competizione dal 1923, e il suo miglior risultato ad oggi è la vittoria dell'edizione 2014, vincendo in finale contro la Francia a Lilla per 3-1.

## Organico 2024
Vengono di seguito illustrati i convocati per ogni singolo turno della Coppa Davis 2024. A sinistra dei nomi la nazione affrontata e il risultato finale. Fra parentesi accanto ai nomi, il ranking del giocatore nel momento della disputa degli incontri (la "d" indica che il ranking corrisponde alla specialità del doppio).
| Qualificazioni Gruppo Mondiale | Qualificazioni Gruppo Mondiale                                                                             |
| Paesi Bassi (2-3)              | Leandro Riedi (175) Alexander Ritschard (183) Marc-Andrea Hüsler (199) Rémy Bertola (407) Jérôme Kym (431) |
| ------------------------------ | --- |

| Gruppo Mondiale I - Turno Principale | Gruppo Mondiale I - Turno Principale                                                |
| Perù (4-0)                           | Jérôme Kym (151) Marc-Andrea Hüsler (171) Rémy Bertola (286) Dominic Stricker (336) |
| ------------------------------------ | ----------------------------------------------------------------------------------- |

## Risultati
= Incontro del Gruppo Mondiale

### 2010-2019
| Anno | Turno                          | Data            | Sede                    | Avversario  | Punteggio | Esito     |
| ---- | ------------------------------ | --------------- | ----------------------- | ----------- | --------- | --------- |
| 2010 | Gruppo Mondiale, 1º turno      | 5-7 marzo       | Logroño (ESP)           | Spagna      | 1–4       | Sconfitta |
| 2010 | Spareggi Gruppo Mondiale       | 17-19 settembre | Astana (KAZ)            | Kazakistan  | 0–5       | Sconfitta |
| 2011 | Gruppo I, 2º turno             | 8-10 luglio     | Berna (CHE)             | Portogallo  | 5–0       | Vittoria  |
| 2011 | Spareggi Gruppo Mondiale       | 16-18 settembre | Sydney (AUS)            | Australia   | 3–2       | Vittoria  |
| 2012 | Gruppo Mondiale, 1º turno      | 10-12 febbraio  | Friburgo (CHE)          | Stati Uniti | 0–5       | Sconfitta |
| 2012 | Spareggi Gruppo Mondiale       | 14-16 settembre | Amsterdam (NLD)         | Paesi Bassi | 3–2       | Vittoria  |
| 2013 | Gruppo Mondiale, 1º turno      | 1-3 febbraio    | Ginevra (CHE)           | Rep. Ceca   | 2–3       | Sconfitta |
| 2013 | Spareggi Gruppo Mondiale       | 13-15 settembre | Neuchâtel (CHE)         | Ecuador     | 4–1       | Vittoria  |
| 2014 | Gruppo Mondiale, 1º turno      | 31 gen.-2 feb.  | Novi Sad (SRB)          | Serbia      | 3–2       | Vittoria  |
| 2014 | Gruppo Mondiale, Quarti        | 4-6 aprile      | Ginevra (CHE)           | Kazakistan  | 3–2       | Vittoria  |
| 2014 | Gruppo Mondiale, Semifinali    | 12-14 settembre | Ginevra (CHE)           | Italia      | 3–2       | Vittoria  |
| 2014 | Gruppo Mondiale, Finale        | 21-23 settembre | Villeneuve-d'Ascq (FRA) | Francia     | 3–1       | Campione  |
| 2015 | Gruppo Mondiale, 1º turno      | 6-8 marzo       | Liegi (BEL)             | Belgio      | 2–3       | Sconfitta |
| 2015 | Spareggi Gruppo Mondiale       | 18-20 settembre | Ginevra (CHE)           | Paesi Bassi | 4–1       | Vittoria  |
| 2016 | Gruppo Mondiale, 1º turno      | 4-6 marzo       | Pesaro (ITA)            | Italia      | 0–5       | Sconfitta |
| 2016 | Spareggi Gruppo Mondiale       | 16-18 settembre | Tashkent (UZB)          | Uzbekistan  | 3–2       | Vittoria  |
| 2017 | Gruppo Mondiale, 1º turno      | 3-5 febbraio    | Birmingham (USA)        | Stati Uniti | 0–5       | Sconfitta |
| 2017 | Spareggi Gruppo Mondiale       | 15-17 settembre | Bienne (CHE)            | Bielorussia | 3–2       | Vittoria  |
| 2018 | Gruppo Mondiale, 1º turno      | 2-4 febbraio    | Astana (KAZ)            | Kazakistan  | 1–4       | Sconfitta |
| 2018 | Spareggi Gruppo Mondiale       | 14-16 settembre | Bienne (CHE)            | Svezia      | 2–3       | Sconfitta |
| 2019 | Qualificazioni Gruppo Mondiale | 1-2 febbraio    | Bienne (CHE)            | Russia      | 1–3       | Sconfitta |
| 2019 | Gruppo I, Playoff              | 12-13 settembre | Slovacchia (SVK)        | Slovacchia  | 1–3       | Sconfitta |

### 2020-2029
| Anno | Turno                                | Data            | Sede             | Avversario  | Punteggio | Esito     |
| ---- | ------------------------------------ | --------------- | ---------------- | ----------- | --------- | --------- |
| 2020 | Gruppo Mondiale I, Turno Principale  | 6-7 marzo       | Lima (PER)       | Perù        | 1–3       | Sconfitta |
| 2021 | Gruppo Mondiale II, Turno principale | 17-18 settembre | Bienne (CHE)     | Estonia     | 5–0       | Vittoria  |
| 2022 | Gruppo Mondiale I, Playoff           | 4-5 marzo       | Bienne (CHE)     | Libano      | 3–1       | Vittoria  |
| 2022 | Gruppo Mondiale I, Turno Principale  | 17-18 settembre | Salinas (ECU)    | Ecuador     | 3–2       | Vittoria  |
| 2023 | Qualificazioni Gruppo Mondiale       | 3-4 febbraio    | Treviri (DEU)    | Germania    | 3–2       | Vittoria  |
| 2023 | Gruppo Mondiale, Round Robin         | 12 settembre    | Manchester (GBR) | Francia     | 0–3       | Sconfitta |
| 2023 | Gruppo Mondiale, Round Robin         | 15 settembre    | Manchester (GBR) | Regno Unito | 1–2       | Sconfitta |
| 2023 | Gruppo Mondiale, Round Robin         | 16 settembre    | Manchester (GBR) | Australia   | 0–3       | Sconfitta |
| 2024 | Qualificazioni Gruppo Mondiale       | 2-3 febbraio    | Groninga (NLD)   | Paesi Bassi | 2–3       | Sconfitta |
| 2024 | Gruppo Mondiale I, Turno Principale  | 13-14 settembre | Bienne (CHE)     | Perù        | 4–0       | Vittoria  |

## Statistiche giocatori
Di seguito la classifica dei tennisti svizzeri con almeno una partecipazione in Coppa Davis, ordinati in base al numero di vittorie. In caso di parità si tiene conto del maggior numero di incontri disputati; in caso di ulteriore parità viene dato più valore agli incontri in singolare; come quarto e ultimo criterio viene considerata la data d'esordio. In grassetto quelli tuttora in attività.

Aggiornato alla Coppa Davis 2025 (Svizzera-Spagna 1-3).
| #  | Tennista           | Singolare | Doppio | Totale |
| -- | ------------------ | --------- | ------ | ------ |
| 1  | Roger Federer      | 40-8      | 12-10  | 52-18  |
| 2  | Jakob Hlasek       | 34-20     | 15-10  | 49-30  |
| 3  | Marc Rosset        | 24-13     | 13-8   | 37-21  |
| 4  | Heinz Günthardt    | 22-16     | 14-12  | 36-28  |
| 5  | Stan Wawrinka      | 24-15     | 4-15   | 28-30  |
| 6  | Charles Aeschliman | 15-17     | 9-9    | 24-26  |
| 7  | Roland Stadler     | 20-18     | 3-0    | 23-18  |
| 8  | Hector Fisher      | 19-10     | 3-8    | 22-18  |
| 9  | Dimitri Sturdza    | 10-16     | 7-9    | 17-25  |
| 10 | Henri Laaksonen    | 13-12     | 2-3    | 15-15  |
| 11 | Petr Kanderal      | 10-6      | 4-3    | 14-9   |
| 12 | Claudio Mezzadri   | 11-4      | 3-2    | 14-6   |
| 13 | Paul Blondel       | 5-15      | 6-9    | 11-24  |
| 14 | Jost Spitzer       | 8-8       | 3-2    | 11-10  |
| 15 | Martin Froesch     | 8-10      | 2-2    | 10-12  |
| 16 | Marc-Andrea Hüsler | 5-6       | 5-4    | 10-10  |
| 17 | Lorenzo Manta      | 1-4       | 9-2    | 10-6   |
| 18 | Marco Chiudinelli  | 8-13      | 1-6    | 9-19   |
| 19 | Max Ellmer         | 9-8       | 0-0    | 9-8    |
| 20 | Markus Günthardt   | 0-1       | 9-5    | 9-6    |
| 21 | Matthias Werren    | 1-3       | 6-8    | 7-11   |
| 22 | Adel Ismail        | 6-5       | 1-5    | 7-10   |
| 23 | Hans Huonder       | 4-10      | 2-2    | 6-12   |
| 24 | Yves Allegro       | 1-1       | 5-8    | 6-9    |
| 25 | George Bastl       | 3-8       | 2-1    | 5-9    |
| 26 | Charles Martin     | 4-8       | 1-0    | 5-8    |
| 27 | Dominic Stricker   | 1-4       | 4-4    | 5-8    |
| 28 | Max Albrecht       | 3-10      | 1-1    | 4-11   |
| 29 | Michael Lammer     | 1-8       | 3-1    | 4-9    |
| 30 | René Buser         | 0-0       | 4-7    | 4-7    |
| 31 | Stéphane Bohli     | 4-2       | 0-0    | 4-2    |
| 32 | Michel Kratochvil  | 3-9       | 0-0    | 3-9    |
| 33 | Jérôme Kym         | 2-1       | 1-1    | 3-2    |
| 34 | Guy Sautter        | 0-0       | 3-2    | 3-2    |
| 35 | Dominik Utzinger   | 2-0       | 1-0    | 3-0    |

| #  | Tennista            | Singolare | Doppio | Totale |
| -- | ------------------- | --------- | ------ | ------ |
| 36 | Jean Wuarin         | 1-9       | 1-2    | 2-11   |
| 37 | Erwin Balestra      | 2-9       | 0-0    | 2-9    |
| 38 | Theodor Stalder     | 2-8       | 0-0    | 2-8    |
| 39 | Boris Maneff        | 1-4       | 1-4    | 2-8    |
| 40 | Werner Steiner      | 0-0       | 2-5    | 2-5    |
| 41 | Jean-Pierre Blondel | 0-1       | 2-3    | 2-4    |
| 42 | Max Hurlimann       | 2-2       | 0-0    | 2-2    |
| 43 | Leandro Riedi       | 1-2       | 1-0    | 2-2    |
| 44 | Maurice Ferrier     | 0-0       | 2-2    | 2-2    |
| 45 | Ivan Du Pasquier    | 2-1       | 0-0    | 2-1    |
| 46 | Rémy Bertola        | 2-0       | 0-0    | 2-0    |
| 47 | Ivo Heuberger       | 1-7       | 0-0    | 1-7    |
| 48 | Heinz Grimm         | 1-3       | 0-2    | 1-5    |
| 49 | Adrien Bossel       | 0-3       | 1-2    | 1-5    |
| 50 | Antoine Bellier     | 1-3       | 0-1    | 1-4    |
| 51 | Serge Gramegna      | 0-2       | 1-2    | 1-4    |
| 52 | Sandro Ehrat        | 1-2       | 0-1    | 1-3    |
| 53 | Bernard du Pont     | 1-1       | 0-1    | 1-2    |
| 54 | Alexander Ritschard | 1-0       | 0-0    | 1-0    |
| 55 | Michel Burgener     | 0-8       | 0-1    | 0-9    |
| 56 | Ernst Schori        | 0-1       | 0-3    | 0-4    |
| 57 | Luca Margaroli      | 0-0       | 0-4    | 0-4    |
| 58 | Adrian Bodmer       | 0-2       | 0-1    | 0-3    |
| 59 | Hector Chiesa       | 0-2       | 0-0    | 0-2    |
| 60 | Georges Grange      | 0-2       | 0-0    | 0-2    |
| 61 | Jorge Lemann        | 0-2       | 0-0    | 0-2    |
| 62 | Bruno Schweizer     | 0-2       | 0-0    | 0-2    |
| 63 | Jürg Siegrist       | 0-2       | 0-0    | 0-2    |
| 64 | Patrick Mohr        | 0-2       | 0-0    | 0-2    |
| 65 | Freddy Blatter      | 0-1       | 0-1    | 0-2    |
| 66 | Alexandre Strambini | 0-1       | 0-1    | 0-2    |
| 67 | Hans Pfaff          | 0-0       | 0-1    | 0-1    |
| 68 | Bruno Spielmann     | 0-0       | 0-1    | 0-1    |
| 69 | Bernard Auberson    | 0-0       | 0-1    | 0-1    |
| 70 | Leonardo Manta      | 0-0       | 0-1    | 0-1    |

## Andamento
La seguente tabella riflette l'andamento della squadra dal 1990 ad oggi.
| Pos.           | 90 | 91 | 92 | 93 | 94 | 95 | 96 | 97 | 98 | 99 | 00 | 01 | 02 | 03 | 04 | 05 | 06 | 07 | 08 | 09 | 10 | 11 | 12 | 13 | 14 | 15 | 16 | 17 | 18 | 19 | 21 | 22 | 23 | 24 |
| -------------- | -- | -- | -- | -- | -- | -- | -- | -- | -- | -- | -- | -- | -- | -- | -- | -- | -- | -- | -- | -- | -- | -- | -- | -- | -- | -- | -- | -- | -- | -- | -- | -- | -- | -- |
| Campione       |    |    |    |    |    |    |    |    |    |    |    |    |    |    |    |    |    |    |    |    |    |    |    |    | 1º |    |    |    |    |    |    |    |    |    |
| Finalista      |    |    |    |    |    |    |    |    |    |    |    |    |    |    |    |    |    |    |    |    |    |    |    |    |    |    |    |    |    |    |    |    |    |    |
| SF             |    |    |    |    |    |    |    |    |    |    |    |    |    |    |    |    |    |    |    |    |    |    |    |    |    |    |    |    |    |    |    |    |    |    |
| QF             |    |    |    |    |    |    |    |    |    |    |    |    |    |    |    |    |    |    |    |    |    |    |    |    |    |    |    |    |    |    |    |    |    |    |
| OF             |    |    |    |    |    |    |    |    |    |    |    |    |    |    |    |    |    |    |    |    |    |    |    |    |    |    |    |    |    |    |    |    |    |    |
| Qualificazioni | x  | x  | x  | x  | x  | x  | x  | x  | x  | x  | x  | x  | x  | x  | x  | x  | x  | x  | x  | x  | x  | x  | x  | x  | x  | x  | x  | x  | x  |    |    |    |    |    |
| Gruppo I       |    |    |    |    |    |    |    |    |    |    |    |    |    |    |    |    |    |    |    |    |    |    |    |    |    |    |    |    |    |    |    |    |    |    |
| Gruppo II      |    |    |    |    |    |    |    |    |    |    |    |    |    |    |    |    |    |    |    |    |    |    |    |    |    |    |    |    |    |    |    |    |    |    |
| Gruppo III     | x  | x  |    |    |    |    |    |    |    |    |    |    |    |    |    |    |    |    |    |    |    |    |    |    |    |    |    |    |    |    |    |    |    |    |
| Gruppo IV      | x  | x  | x  | x  | x  | x  | x  |    |    |    |    |    |    | x  |    |    |    |    |    |    | x  | x  | x  | x  | x  | x  | x  | x  | x  | x  |    |    |    |    |

Legenda
- Campione: La squadra ha conquistato la Coppa Davis.
- Finalista: La squadra ha disputato e perso la finale.
- SF: La squadra è stata sconfitta in semifinale.
- QF: La squadra è stata sconfitta nei quarti di finale.
- OF: La squadra è stata sconfitta negli ottavi di finale (1º turno). Dal 2019 sostituito dal Round Robin.
- Qualificazioni: La squadra è stata sconfitta al turno di qualificazione. Istituito nel 2019.
- Gruppo I: La squadra ha partecipato al Gruppo I della propria zona di appartenenza.
- Gruppo II: La squadra ha partecipato al Gruppo II della propria zona di appartenenza.
- Gruppo III: La squadra ha partecipato al Gruppo III della propria zona di appartenenza.
- Gruppo IV: La squadra ha partecipato al Gruppo IV della propria zona di appartenenza.
- x: Ove presente, la x indica che in quel determinato anno, il Gruppo in questione non è esistito.

## Squadre vincenti

### 2014
- Roger Federer
- Stanislas Wawrinka
- Marco Chiudinelli
- Michael Lammer
- Cap. Severin Lüthi